# Lennier
Dans l'univers de Babylon 5, Lennier est un Minbari envoyé comme attaché diplomatique de l'ambassadeur Delenn en 2258. Il a été incarné par l'acteur Bill Mumy.

## Biographie
Né sur Minbar dans les années 2230, Lennier est élevé dès sa naissance dans un monastère minbari et devient membre de la caste religieuse. En 2258, il achève sa formation au troisième temple de Chu'Domo (Third Fane of Chu'Domo). C'est un spécialiste des probabilités (Londo Mollari tentera d'utiliser les talents de Lennier dans ce domaine pour gagner au poker), il pratique les arts martiaux minbaris et parle 97 dialectes et patois de Minbar.
Il est alors promu attaché diplomatique de l'ambassadeur de la Fédération minbarie sur la station Babylon 5 et membre du Conseil gris, Delenn. Il sert officiellement sous ses ordres jusqu'au début de 2262 comme aide, second dans les combats de la guerre des Ombres, puis celle des Drakhs. Il étend sa loyauté envers Delenn au capitaine John Sheridan lorsque celui-ci acquiert la confiance de Delenn.
Cependant, son amour platonique pour Delenn le rend progressivement malheureux puisqu'elle épouse fin 2261 Sheridan. En 2262, il s'engage dans l'Anla'shok, mais continue à servir Delenn en secret. C'est sur son ordre que Lennier découvre les preuves reliant la République centaurie aux attaques des routes commerciales de l'Alliance interstellaire.
Fin 2262, à la suite d'un incident ayant mis en danger la vie de Sheridan, il disparaît du croiseur minbari emmenant le président de l'Alliance interstellaire, sur Minbar.

## Le personnage dans la série
Le personnage de Lennier évolue au cours des cinq saisons de la série, depuis l'aide intimidé de servir un des dirigeants de son peuple (à son arrivée, il refuse même de regarder Delenn dans les yeux jusqu'à ce qu'elle le lui ordonne) et curieux de tout (dont la science des motos terriennes), à l'amoureux qui se laisse dominer par sa jalousie au pire moment. Proche du ranger Marcus Cole, il connaît comme lui un amour qui ne se conclut jamais.